# MX Linux
MX Linux è un sistema operativo Linux basato sulla versione stabile di Debian, che utilizza componenti di antiX, con software aggiuntivi creati dalla propria comunità. Il nome MX deriva dalla "M" di MEPIS e "X" di antiX. L'obiettivo è quello di produrre una famiglia di sistemi operativi graficamente eleganti, con stabilità ed efficienza nelle performance.

## Storia
MX Linux ha iniziato una discussione sulle opzioni future tra i membri della comunità MEPIS nel dicembre 2013. Gli sviluppatori di antiX si unirono poi, portando il sistema di build ISO e la tecnologia Live-USB / DVD. Per essere elencato su DistroWatch, MX Linux è stato inizialmente presentato come una versione di antiX. Ha ricevuto la propria pagina DistroWatch come una distribuzione separata con la pubblicazione della prima versione beta pubblica di MX-16 il 2 novembre 2016.

## Descrizione
È sviluppata congiuntamente tra le comunità antiX ed ex MEPIS, con l'obiettivo di utilizzare i migliori strumenti e talenti di ciascuna di queste distribuzioni. L'obiettivo dichiarato dalla comunità è "combinare un desktop elegante ed efficiente con una configurazione semplice, un'elevata stabilità, una solida performance e un'impronta di medie dimensioni". MX Linux utilizza l'ambiente desktop Xfce, KDE Plasma o Fluxbox.

## Versioni

### MX-14
La serie MX-14 è stata basata su Debian Stable "Wheezy" e ha utilizzato il primo Xfce 4.10 e poi, con la versione 14.4, Xfce 4.12. Le versioni MX-14 erano destinate ad adattarsi a un CD, un vincolo che limitava le applicazioni che potevano essere incluse. Questa serie ha visto l'evoluzione progressiva degli strumenti MX, una raccolta di utili utility progettate per aiutare l'utente in svariate attività comuni spesso complicate e oscure. Molti di questi strumenti sono stati sviluppati appositamente per MX, mentre alcuni sono stati dotati di applicazioni antiX esistenti.

### MX-15
MX-15 si è spostato nel nuovo Debian Stable "Jessie" usando systemd-shim, il che significa che systemd è installato ma l'init predefinito è sysvinit. La limitazione della dimensione è stata risolta, consentendo agli sviluppatori di presentare all'utente un prodotto completo con le "chiavi in mano". Così è verificata una sostanziale espansione di MX Tools.

### MX-16
MX-16 è ancora basato su Debian Stable "Jessie" ma con molte applicazioni retrocompatibili e aggiunte anche da altre fonti. Ha anche aggiunto e perfezionato MX Tools, con l'importazione di sviluppi avanzati antiX, e il supporto esteso e una combinazione completamente nuova di icona / tema / sfondo.
MX-16.1 raccoglie tutte le correzioni di bug e miglioramenti di MX-16 e aggiunge un nuovo tema a Kingfisher.

### MX-17
MX-17 è basato su Debian 9 (Stretch), miglioramenti grafici, nuove funzionalità di MX Tools.

### MX-18
MX-18 continua lo sviluppo di MX Tools e si basa su un nuovo kernel (4.19), miglioramento dei servizi di localizzazione e aggiunta di nuovi temi grub.

### MX-19
MX-19 è basata su Debian Stable 10.1 "Buster", kernel 4.19. In questa nuova versione si trova l'ambiente grafico XFCE in versione 4.14, pubblicato il 12 agosto 2019, dopo 4 anni e 5 mesi di sviluppo. In questi anni di lavoro, il team XFCE si è concentrato a portare il porting di tutti i principali componenti in GTK3 e GDbus. Inoltre, sono stati migliorati molti aspetti della user experience. Attualmente risiede al primo posto della classifica della rivista distrowatch come distribuzione più consultata all'interno del sito.

### MX-21
MX-21 è stato reso pubblico il 21 ottobre 2021; basato su Debian 11 (Bullseye), ambienti desktop Xfce, KDE o Fluxbox.
L'attuale MX-21.2 è stato reso pubblico il 29 agosto 2022; basato sull'ultima versione Debian 11.4 (Bullseye). Qualche aggiornamento minore, indicato nel Blog ufficiale.

## Requisiti di sistema
minimi
- 8.5 GB di spazio su disco per l'installazione.
- 1 GB di RAM per architettura i386 o AMD64.
- Processore i686 Intel AMD moderno.

consigliati
- 20 GB di spazio libero, SSD per migliori prestazioni.
- 2 GB di RAM.
- Processore i686 Intel AMD moderno, Multi-core per migliori prestazioni.
- scheda video con supporto 3D
- scheda audio
- Per la modalità LiveUSB, 8 GB di spazio libero.